# Elea (Epir)

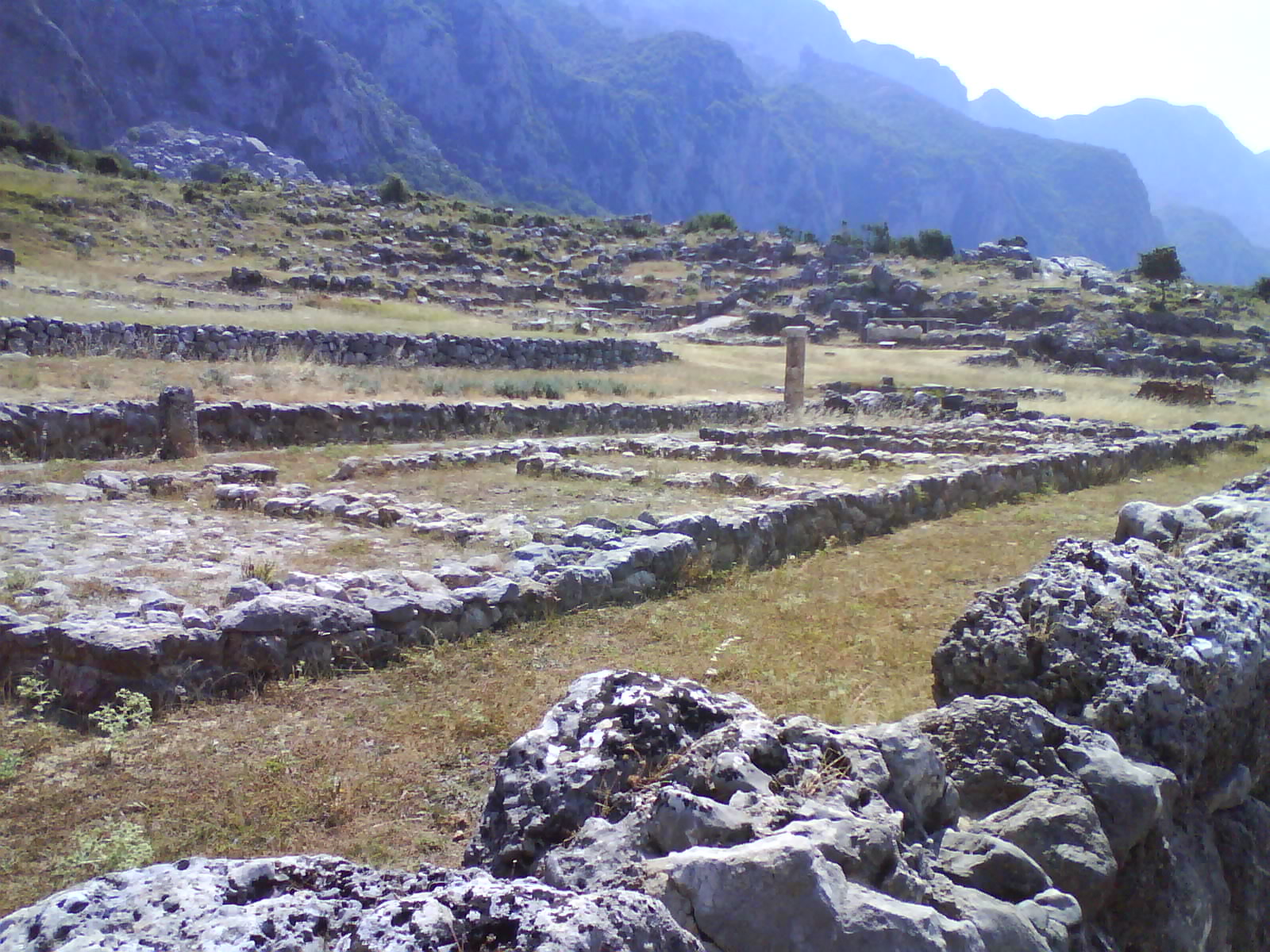
Ruïnes de l'àgora d'Elea

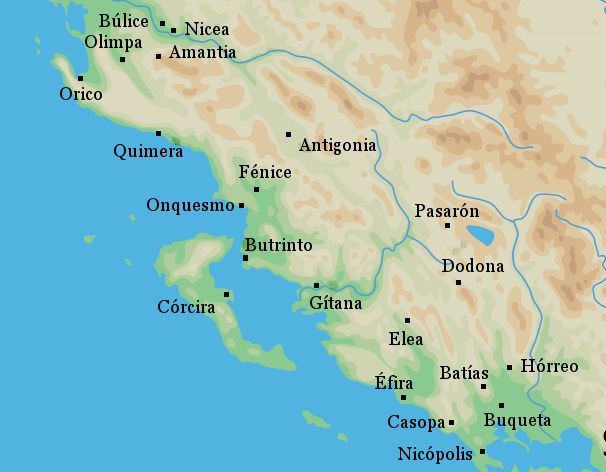
Mapa amb la localització aproximada d'algunes de les principals ciutats de l'antic Epir entre les quals Elea, al sud-oest de Dodona

Elea (en grec antic: Ἐλαία 'olivera'; en llatí: Elaea) fou una antiga ciutat grega de la regió de l'Epir. Es trobava a la desembocadura de l'Aqueront, al territori de la Tespròcia, de la qual, segons el Periple de Pseudo-Escílax, era el principal port.
S'han localitzat monedes d'Elea amb la inscripció «ΕΛΕΑΤΑΝ» o «ΕΛΕΑΙ», que s'han datat d'entre 360 i 335 aC. S'identifica amb unes restes arqueològiques situades prop de l'actual Veliani.